# Numbers (Software)
Numbers ist ein Tabellenkalkulationsprogramm von Apple. Es wurde am 7. August 2007 vorgestellt und ergänzt die iWork-Suite, die außerdem die Programme Pages (Textverarbeitung) und Keynote (Präsentationsprogramm) enthält. Seit 2010 ist es auch für das iPad und seit 2011 auch für das iPhone und den iPod touch erhältlich. Seit 2024 mit der Einführung der Apple Vision Pro ist es auch auf visionOS verfügbar.
Im Gegensatz zu Microsoft Excel arbeitet Numbers nicht mit einer einzigen, großen Tabelle, sondern kann mehrere unabhängige Tabellen, Diagramme oder Bilder auf einer „Leinwand“ nebeneinander darstellen.
Numbers kann Dokumente in das Format .xls umwandeln, sodass diese auch mit Excel geöffnet werden können. Ebenso ist es eingeschränkt möglich, Excel-Tabellen mit Numbers zu öffnen. Dies funktioniert bei einfachen Excel-Tabellen, aber aufgrund des geringeren Funktionsumfangs von Numbers kommt es bei komplexen Excel-Funktionen zu Fehlermeldungen. Umwandlungen in die Formate PDF und CSV sind ebenfalls möglich.